# Magnus Heinason

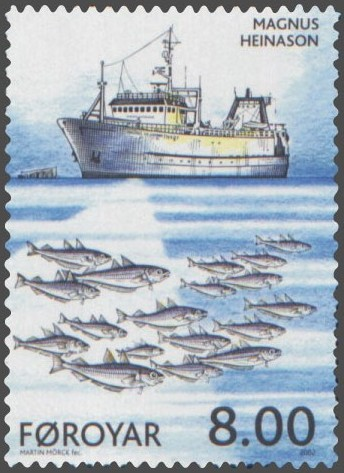
A feröeri kormány modern tengerkutató hajója Magnus Heinason nevét viseli

Magnus Heinason vagy dánul Mogens Heinesen (Oyndarfjørður, 1545 – Koppenhága, 1589. január 18.) 16. századi feröeri-norvég tengeri hős.
Apja a norvég Heini Havreki (1514-1576) evangélikus lelkész, eysturoyi plébános és később Feröer prépostja volt.
1579-1583 között Heinason rendelkezett a feröeri monopolkereskedelmi joggal; ő volt a történelem során az egyetlen feröeri, aki ezt elmondhatta magáról. Ő építette az első erődítményt, a Skansint Tórshavnban, és ő volt az első feröeri, akinek saját hajója volt. Heinasont, aki híres kalandor volt, 1589-ben Koppenhágában kalózkodás vádjával lefejezték.
Neve közismert Feröeren, ahol sokan Nólsoyar Pállhoz vagy Jóannes Paturssonhoz hasonlóan nemzeti hősként tisztelik, jóllehet ennek alapja sokkal inkább az, hogy Koppenhágában kivégezték, mintsem hogy valóban ártatlan lett volna.

### Külső hivatkozások
- Életrajza, Dansk biografisk Lexikon (dán)